# Minatori Roma Sud 2019
Questa voce raccoglie le informazioni riguardanti i Minatori Roma Sud nelle competizioni ufficiali della stagione 2019.

## Campionato Italiano Football a 9 2019

### Stagione regolare
| Genazzano 17 febbraio 2019, ore 16:10 | Minatori Roma Sud | 35 – 22 (7-7 0-0 6-7 22-8) referto | Legio XIII Roma | C.S. Le Rose (100 spett.)\| Arbitro: \| M. Americi \| |
| Arbitro:                              | M. Americi        |                                    |                 |                                                       |

| Ciampino 3 marzo 2019, ore 16:30 | Fighting Ducks Lazio | 23 – 20 (7-13 0-7 13-0 3-0) referto | Minatori Roma Sud | C.S. Arnaldo Fuso (200 spett.) |

| Genazzano 10 marzo 2019, ore 14:45 | Minatori Roma Sud | 20 – 41 (0-0 0-0 12-7 8-34) referto | Crusaders Cagliari | C.S. Le Rose (100 spett.)\| Arbitro: \| G. Curatolo \| |
| Arbitro:                           | G. Curatolo       |                                     |                    |                                                        |

| Roma 30 marzo 2019, ore 20:30 | Legio XIII Roma | 28 – 16 (0-7 7-3 14-6 7-0) referto | Minatori Roma Sud | C.S. Longarina (70 spett.)\| Arbitro: \| G. Marcuccetti \| |
| Arbitro:                      | G. Marcuccetti  |                                    |                   |                                                            |

| Genazzano 14 aprile 2019, ore 16:40 | Minatori Roma Sud | 27 – 20 (0-0 7-6 7-8 13-6) referto | Fighting Ducks Lazio | C.S. Le Rose (100 spett.)\| Arbitro: \| B. Jovanovic \| |
| Arbitro:                            | B. Jovanovic      |                                    |                      |                                                         |

| Cagliari 5 maggio 2019, ore 13:06 | Crusaders Cagliari | 13 – 6 (0-0 6-0 0-0 7-6) referto | Minatori Roma Sud | C.S Monte Claro (50 spett.)\| Arbitro: \| Colombo \| |
| Arbitro:                          | Colombo            |                                  |                   |                                                      |

## Statistiche di squadra
| Competizione | %Vittorie | In casa | In casa | In casa | In casa | In casa | In casa | In trasferta | In trasferta | In trasferta | In trasferta | In trasferta | In trasferta | Totale | Totale | Totale | Totale | Totale | Totale |
| Competizione | %Vittorie | G       | V       | N       | P       | Pf      | Ps      | G            | V            | N            | P            | Pf           | Ps           | G      | V      | N      | P      | Pf     | Ps     |
| ------------ | --------- | ------- | ------- | ------- | ------- | ------- | ------- | ------------ | ------------ | ------------ | ------------ | ------------ | ------------ | ------ | ------ | ------ | ------ | ------ | ------ |
| Campionato   | .333      | 3       | 2       | 0       | 1       | 82      | 83      | 3            | 0            | 0            | 3            | 42           | 64           | 6      | 2      | 0      | 4      | 124    | 147    |
| Totale       | .333      | 3       | 2       | 0       | 1       | 82      | 83      | 3            | 0            | 0            | 3            | 42           | 64           | 6      | 2      | 0      | 4      | 124    | 147    |

## Statistiche personali

### Marcatori
| Giocatore     | Ruolo | TD rush | TD recv | TD int | TD p.ret | TD k.ret | TD oth | Xp1 | Xp2 | FG | Saf | Totale |
| ------------- | ----- | ------- | ------- | ------ | -------- | -------- | ------ | --- | --- | -- | --- | ------ |
| A. Fusani     |       | 7       | 0       | 0      | 0        | 0        | 0      | 0   | 0   | 0  | 0   | 42     |
| F. Ilardi     |       | 3       | 0       | 0      | 0        | 0        | 0      | 0   | 1   | 0  | 0   | 20     |
| A. Fantin     |       | 0       | 3       | 0      | 0        | 0        | 0      | 0   | 0   | 0  | 0   | 18     |
| G. Rossi      |       | 2       | 0       | 0      | 0        | 0        | 0      | 0   | 0   | 0  | 0   | 12     |
| G. Sebastiani |       | 2       | 0       | 0      | 0        | 0        | 0      | 0   | 0   | 0  | 0   | 12     |
| G. Grossi     |       | 0       | 0       | 0      | 0        | 0        | 0      | 8   | 0   | 1  | 0   | 11     |
| S. Risalto    |       | 1       | 0       | 0      | 0        | 0        | 0      | 0   | 0   | 0  | 0   | 6      |
| E. Biello     |       | 0       | 0       | 0      | 0        | 0        | 0      | 0   | 1   | 0  | 0   | 2      |
| A. Ingrosso   |       | 0       | 0       | 0      | 0        | 0        | 0      | 1   | 0   | 0  | 0   | 1      |

### Passer rating
| Giocatore  | G | Att | Comp | Int | Yds | TD | NFL    | NCAA   |
| ---------- | - | --- | ---- | --- | --- | -- | ------ | ------ |
| F. Ilardi  | 6 | 93  | 35   | 8   | 484 | 3  | 30,04  | 74,79  |
| G. Rossi   | 1 | 2   | 0    | 0   | 0   | 0  | 39,58  | 0,00   |
| S. Risalto | 1 | 1   | 1    | 0   | 9   | 0  | 104,17 | 175,60 |